# Gloria Galeano Garcés
Gloria A. Galeano Garcés (Medellín, 22 de abril de 1958 - Bogotá, 23 de març del 2016) va ser una agrònoma i botànica colombiana centrada principalment en l'estudi de la taxonomia de les plantes, fent èmfasi en la família de les palmes, a Colòmbia, especialment en Antioquia i l'Amazònia. Va investigar la flora i la vegetació de la regió del Chocó, on a més va dur a terme recerques sobre etnobotànica.
Es va graduar com a enginyera agrònoma el 1983, a la Universitat Nacional de Colòmbia, a Medellín. Des d'octubre de 1984 es va vincular a l'Institut de Ciències Naturals de la Universitat. En 1996 va obtenir el Primer Premi en Ciències Exactes, Físiques i Naturals de la Fundació Alejandro Ángel Escobar. Es va doctorar en Ciències Biològiques a la Universitat d'Aarhus, Dinamarca, el 1997. Entre 2003 i 2006 exercí com a directora de l'Institut de Ciències Naturals. Va participar, entre d'altres, en el projecte de diccionari de noms comuns en castellà de les plantes a Colòmbia i en el de Llibres Vermells de Colòmbia de plantes en perill d'extinció.

## Algunes publicacions
- Gloria Galeano, Rodrigo Bernal, Palmas de Colombia: guía de campo. Editor Universidad Nacional de Colombia, Facultad de Ciencias, Instituto de Ciencias Naturales, 688 pp.. 2010 ISBN 9789587195019 i ISBN 9587195019